# Rose Kerubo Nyangacha
Rose Kerubo Nyangacha (* 28. Oktober 1976) ist eine kenianische Marathonläuferin.
2004 gewann sie den Belgrad-Marathon und wurde Zweite beim Köln-Marathon. 2005 siegte sie beim Brüssel-Marathon. Beim Marathon der Commonwealth Games 2006 belegte sie den 14. Platz. 2007 siegte sie beim Hongkong-Marathon und stellte als Zweite des Hamburg-Marathons mit 2:29:22 ihre persönliche Bestzeit auf.